# Empire coréen
 (mars 2018).
Si vous disposez d'ouvrages ou d'articles de référence ou si vous connaissez des sites web de qualité traitant du thème abordé ici, merci de compléter l'article en donnant les références utiles à sa vérifiabilité et en les liant à la section « Notes et références ».
1897–1910
(13 ans)
Entités précédentes :
- Période Joseon

Entités suivantes :
- Empire du Japon (Corée japonaise)
- Gouvernement provisoire de la république de Corée

L'Empire coréen, ou empire de Daehan (en coréen hanja : 大韓帝國 ; hangeul : 대한제국) est une période de l’histoire coréenne s'étendant du 13 octobre 1897, date de la proclamation de l'empire de Corée, au 29 août 1910, date d'entrée en vigueur du traité d'annexion de la Corée par le Japon. Le nouvel empire remplace l'ancien royaume de Joseon.

## La fin de l'isolationnisme

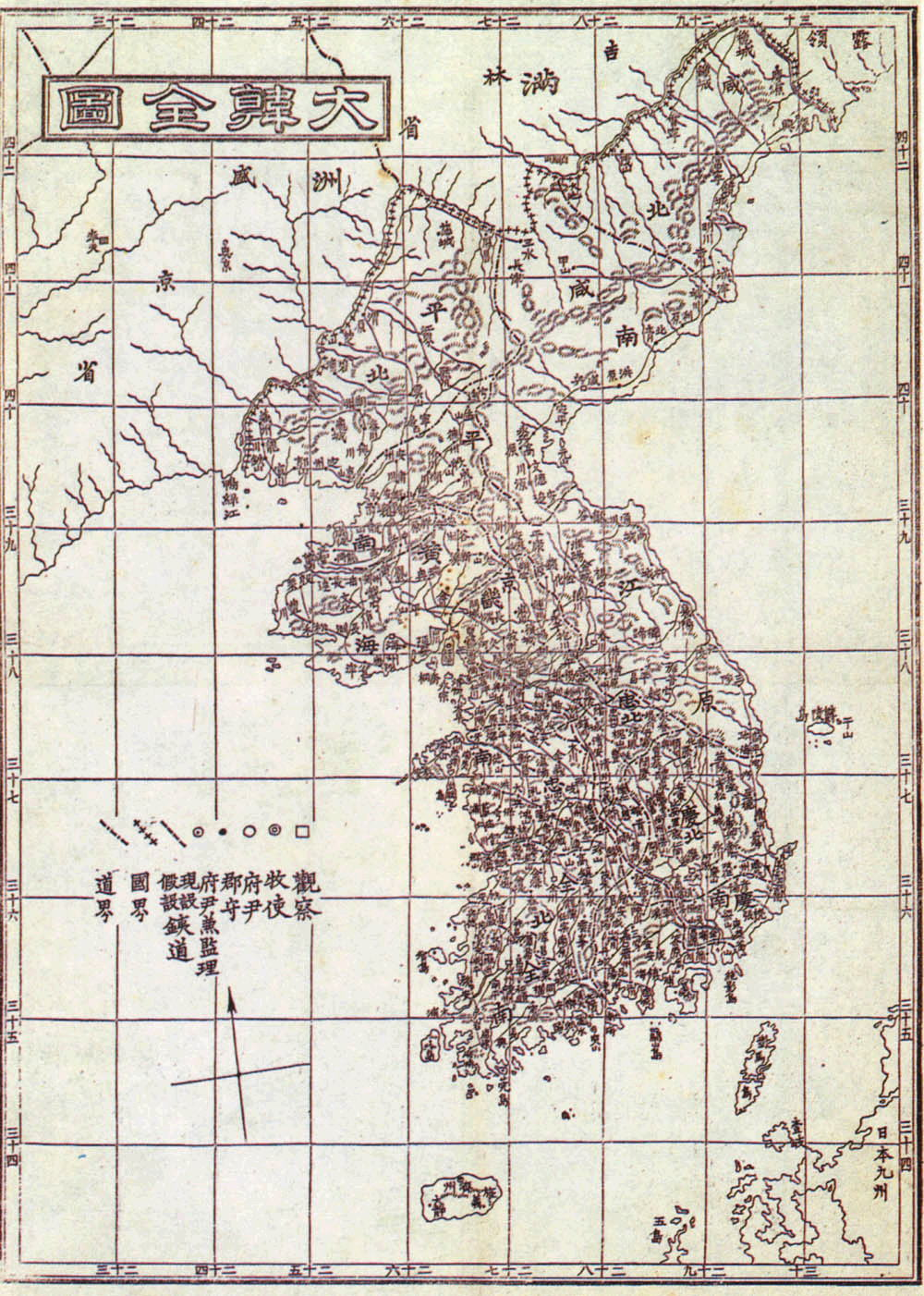
« La carte complète des grands Han » (Daehan Jeondo), une carte coréenne depuis 1899.

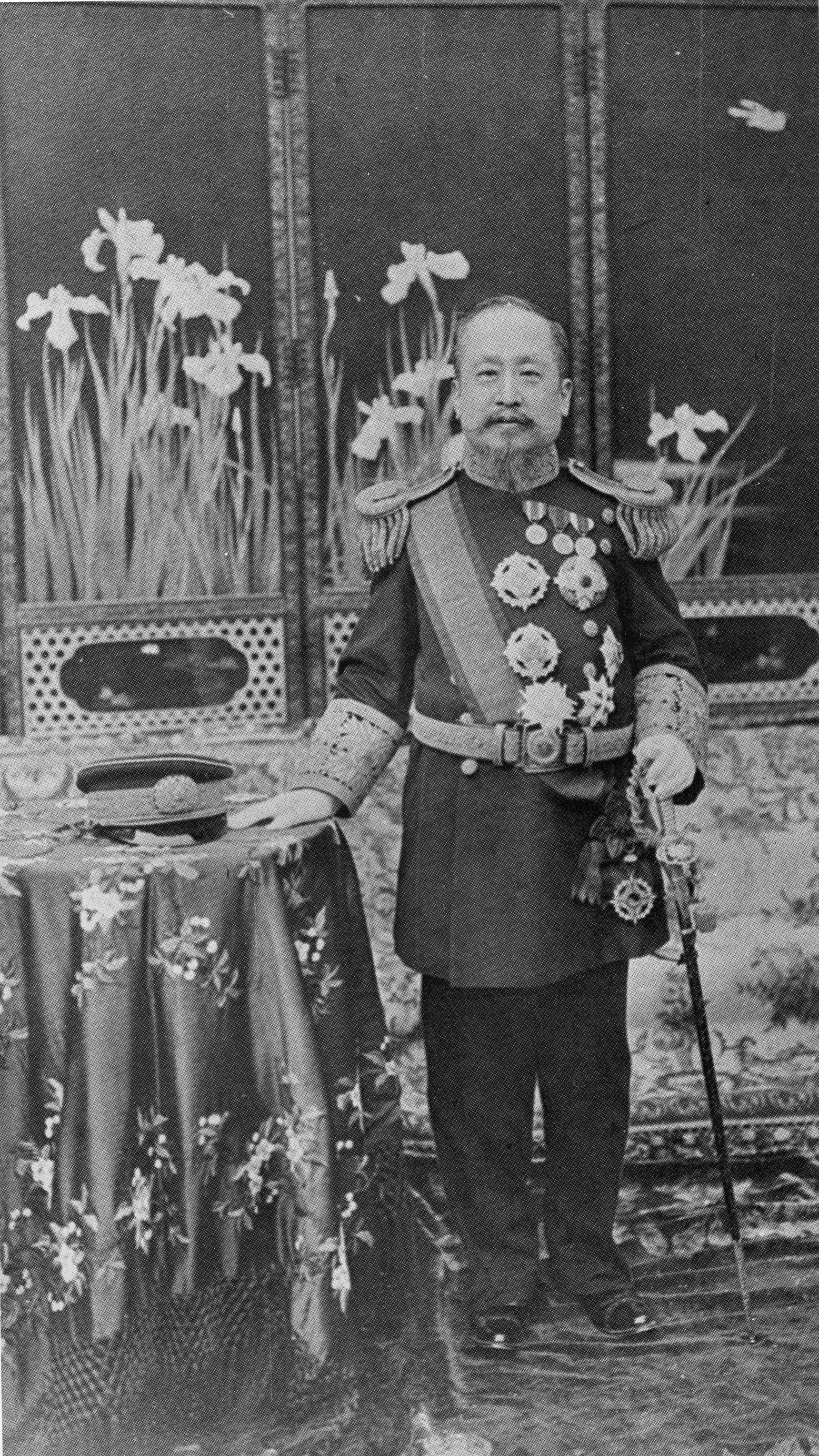
empereur Gojong.

Au XVIIe siècle, la période Joseon est marquée par une guerre contre les tribus de nomades Jürchens qui occupaient la péninsule. Ayant chassé l'occupant, les rois coréens empêchèrent alors tout contact avec les pays étrangers — en dehors de la Chine mandchoue à laquelle le pays verse alors un tribut. Le terme « royaume-ermite » désigne cette période. Cette situation entraîne un certain déclin de la dynastie régnante qui, durant le XIXe siècle, ne peut résister aux visées des puissances occidentales, provoquant des tensions sociales importantes.
Au début de l'année 1894, une révolte paysanne finit par éclater dans le sud-est de la péninsule. Le 4 juin, le roi Gojong demande l'aide de son suzerain chinois. Mais la rivalité de ce pays avec le Japon sur la péninsule entraîne la première guerre sino-japonaise (1894-1895) et la victoire du Japon.
Le conflit se termine par le traité de Shimonoseki signé le 17 avril 1895, confirmant la perte par les Chinois de leur suzeraineté sur la Corée et la mainmise japonaise sur le pays (Japon et Corée étant déjà liés depuis un an par un traité d'alliance militaire).
Le gouvernement du roi Gojong, mis en place en 1896, met fin à la société confucéenne coréenne traditionnelle par le biais d'importantes réformes politiques et sociales, dites « réformes Gabo ».

## Empire de Daehan
En 1897, Gojong change le statut politique du pays : le royaume de Joseon laisse la place à l'empire de Daehan, le deuxième empire coréen de l'histoire (après celui de Koguryo) ; le roi Gojong prend le titre impérial de Gwangmu.
Les liens privilégiés qu'entretiennent Japonais et Coréens n'empêchent pas le pays de tisser des relations avec d'autres nations. Ainsi, en 1900-1901, la France obtient le contrôle des postes et télécommunications, puis des concessions dans le chemin de fer.
Cependant, l'ambition impérialiste de la Russie sur la Mandchourie et la Corée menace le respect du traité de Shimonoseki, si bien que la guerre russo-japonaise éclate en février 1904. La péninsule en est l'un des théâtres d'opérations. Le Japon sort vainqueur du conflit et fait reconnaître sa domination en Corée au traité de Portsmouth (5 septembre 1905).
Le 17 novembre suivant, le Japon accroît son emprise sur le pays en imposant à l'empereur Gojong un traité de protectorat, qui met la péninsule sous la protection militaire de l'archipel face aux puissances colonialistes occidentales.
Gojong abdique en juillet 1907 en faveur de son fils Sunjong (empereur Yunghui), tandis que le Premier ministre Yi Wan-Yong (1858-1926) cherche à coopérer avec les Japonais pour tirer le meilleur parti de la situation.

## Fin et annexion de l'Empire
Le statut de protectorat provoque une réaction mitigée de la part des Coréens. Voyant la menace d'une influence japonaise trop importante sur la péninsule, une partie de la population développe un mouvement de résistance.
Le 26 octobre 1909, le représentant du Japon en Corée, Itō Hirobumi, venu pour établir un consensus, est assassiné par le résistant An Jung-geun. Ironie de l'histoire, en réaction à cet acte, le Japon annexe la Corée le 29 août 1910 avec le soutien du Royaume-Uni, et dépose l'empereur Sunjong / Yunghui pour mettre en place un nouveau gouvernement. La Corée devient alors une nouvelle province japonaise : la province de Chosun.
Quant à la famille impériale, elle perdurera dans l'Empire en recevant le titre de famille royale – en japonais : ōkōzoku (王公族) –, et sera traitée, jusqu'à la défaite des forces de l'Axe Rome-Berlin-Tokyo en 1945 et l'abolition de l'aristocratie au Japon, avec le même égard que les familles princières japonaises de plus haut niveau.